# ادواردو سوتو د مورا
 ادواردو سوتو د مورا (انگلیسی: Eduardo Souto de Moura؛ تلفظ پرتغالی:[eˈðwaɾðu ˈsowtu dɨ ˈmowɾɐ]؛ زادهٔ ۲۵ ژوئیهٔ ۱۹۵۲) معمار پرتغالی است.
او برنده جوایزی همچون جایزه معماری پریتزکر شده است.